# Северн (Меріленд)
Северн (англ. Severn) — переписна місцевість (CDP) в США, в окрузі Енн-Арундел штату Меріленд. Населення — 57 118 осіб (2020).

## Географія
Северн розташований за координатами 39°8′8″ пн. ш. 76°41′38″ зх. д. / 39.13556° пн. ш. 76.69389° зх. д. (39.135646, -76.693974).  За даними Бюро перепису населення США в 2010 році переписна місцевість мала площу 45,88 км², уся площа — суходіл.

## Демографія
Згідно з переписом 2010 року, у переписній місцевості мешкала 44 231 особа в 15 700 домогосподарствах у складі 11 853 родин. Густота населення становила 964 особи/км².  Було 16469 помешкань (359/км²).
Расовий склад населення:
| - 51,9 % — білих - 33,5 % — чорних або афроамериканців - 7,8 % — азіатів - 0,3 % — корінних американців - 0,2 % — вихідців з тихоокеанських островів - 1,9 % — осіб інших рас |

До двох чи більше рас належало 4,5 %. Частка іспаномовних становила 6,3 % від усіх жителів.
За віковим діапазоном населення розподілялося таким чином: 25,8 % — особи молодші 18 років, 65,9 % — особи у віці 18—64 років, 8,3 % — особи у віці 65 років та старші. Медіана віку мешканця становила 35,7 року. На 100 осіб жіночої статі у переписній місцевості припадало 93,9 чоловіків;  на 100 жінок у віці від 18 років та старших — 92,1 чоловіків також старших 18 років.
Середній дохід на одне домашнє господарство  становив 105 541 долар США (медіана — 92 027), а середній дохід на одну сім'ю — 113 404 долари (медіана — 100 012). Медіана доходів становила 67 083 долари для чоловіків та 54 251 долар для жінок. За межею бідності перебувало 7,8 % осіб, у тому числі 10,5 % дітей у віці до 18 років та 5,4 % осіб у віці 65 років та старших.
Цивільне працевлаштоване населення становило 25 443 особи. Основні галузі зайнятості: освіта, охорона здоров'я та соціальна допомога — 19,8 %, публічна адміністрація — 18,0 %, науковці, спеціалісти, менеджери — 15,5 %.